# Kokani noir
Oncorhynchus kawamurae
Espèce
Le kokani noir (Oncorhynchus kawamurae), en japonais kunimasu (国鱒), est une espèce de saumons japonais, originaire du lac Tazawa situé dans la préfecture d'Akita. 

## Disparition et redécouverte
En 1935, 100 000 œufs de l'espèce en voie d'extinction sont introduits dans les lacs Sai et Motosu. L'introduction semble échouer, et l'espèce disparait dans les années 1940 à la suite d'une pollution due à la construction d'une centrale électrique et au drainage acide des onsen autour du lac Tazawa. Cependant, en 2010, des spécimens sont retrouvés vivants dans le lac Sai.

## Taxonomie
Ce taxon, longtemps considéré comme une sous-espèce de Oncorhynchus nerka (Oncorhynchus nerka kawamurae), a été élevé au rang d'espèce à part entière par Hosoya en 2002.

## Répartition
Oncorhynchus kawamurae est endémique du lac Sai, l'un des cinq lacs qui longent le mont Fuji, dans la préfecture de Yamanashi. À l'origine cette espèce n'était connue que dans le lac Tazawa.

## Description
La taille maximale connue pour Oncorhynchus kawamurae est de 233 mm.

## Étymologie
Son nom spécifique, kawamurae, lui a été donné en l'honneur de Tamiji Kawamura (1883-1964), biologiste à l'Imperial University de Kyoto, qui a présenté le spécimen type.

## Publication originale
- (en) Jordan & Hubbs, 1925 : Record of fishes obtained by David Starr Jordan in Japan, 1922. Memoirs of the Carnegie Museum, vol. 10, n. 2, pp. 93-346[6].